# Cleaver (Propeller)
Ein Cleaver ist eine spezielle Form für Propeller, die in der Regel im Rennsport eingesetzt werden. Die Vorderkante ist rund geformt, während die Hinterkante gerade geschnitten ist. Ein Cleaver erzeugt wenig Auftrieb am Bug, weswegen er an Booten eingesetzt werden kann, die von sich aus bereits einen starken dynamischen Auftrieb am Bug haben.